# Santiago Tavella
Santiago Tavella Nazzari (Montevideo; 27 de julio de 1961) es un músico, artista visual, escritor y curador uruguayo. Desde 1980 estudia diferentes áreas artísticas: pintura, arquitectura, técnicas musicales digitales, canto y composición musical, y desde 1990 expone y realiza curadurías dentro y fuera de Uruguay. 
Se destaca en su carrera musical la participación como cofundador, en 1980, bajista y exmiembro del grupo de rock alternativo El Cuarteto de Nos, ganador de dos premios Grammy Latinos (2012). y como cantante y fundador, en 2014, de Otro Tavella & Los embajadores del buen gusto.

## Biografía
Nacido en Montevideo el 27 de julio de 1961, de padres médicos, ambos con profundas inquietudes artísticas. 
Cursó primaria en la Escuela Perú, secundaria en la Escuela y Liceo Elbio Fernández, y preparatoria en el Colegio Seminario.
A los 12 años, comienza su fascinación por la arquitectura moderna a raíz de un libro sobre Brasilia que su padre trajo desde Brasil. Es desde esta inquietud por lo estético que en su momento elige estudiar Arquitectura, carrera que no terminó, en la Universidad de la República. Antes, desde 1974 hasta 1982, estudió pintura con Miguel Ángel Pareja. Es a partir de 1982 que la actividad musical con El Cuarteto de Nos absorbe la mayor parte de su tiempo. Pero en 1997 comienza a trabajar en comisión en el Departamento de Cultura de la Intendencia de Montevideo, volviendo así a acercarse al medio artístico visual. Formó parte desde 1998 del equipo curatorial del Centro Municipal de Exposiciones SUBTE, dirigiendo a su vez este Centro desde 2007 hasta 2011. En 2014 es co curador de la Bienal de Montevideo.

### Ámbito musical
En 1980, fundó El Cuarteto de Nos junto a los hermanos Roberto Musso y Ricardo Musso, banda con la cual ya lleva 18 fonogramas editados, y constantes presentaciones en vivo en Uruguay, Argentina, España, México, Colombia, Ecuador y EE. UU. Paralelo al Cuarteto de Nos tiene una breve participación como bajista en Los Tontos en 1984, banda cual abandonó en 1985 para dedicarse de lleno a su actividad con el Cuarteto.
Desde 1982 a 1986 estudió composición musical con Coriún Aharonián, y en 1986 canto con Nelly Pacheco, retomando con ella en 2012.
En 1997 Tavella grabó el trabajo solista "Un poco de protagonismo" que no llega a editarse, en 1998 y 1999 también se presenta en vivo bajo el nombre de "Santiago Tavella y los Verduleros de Verdi", banda conformada por Emiliano Brancciari en guitarra, Hernán Melgarejo en bajo, Pablo "Chamaco" Abdala en batería y Santiago Tavella en voces. Con esta formación también graba un fonograma que no llega a editarse. Desde 2009 se viene presentando también como solista, en Montevideo y Buenos Aires. Actualmente es líder del nuevo proyecto "Otro Tavella y Los embajadores del buen gusto" cuya formación actual es Hernán DÍaz en guitarra y coros, Sebastián Macció en batería, Martín Tavella en bajo, y Cabetrust (Virginia Arigón) en visuales. En 2016 comienza la grabación de lo que será el primer disco de la banda en el que participará a su vez el escritor Aldo Mazzucchelli en calidad de editor literario del proyecto y Guillermo Berta como productor musical, el disco se edita por YAUGURU en agosto de 2017 año en el que se realizan varias presentaciones secretas en El Cuarto Tavella, estudio de grabación en donde se registró el fonograma. Así mismo se lanza el videoclip de Un amor cualquiera dirigido por Vasco Elola producido por París Texas. al que luego seguirán videos de gran parte de sus canciones con diversos directores que pueden verse en su canal.
En marzo de 2024, se anunció su salida de El Cuarteto de Nos para centrarse en sus proyectos personales.

### Carrera en las artes visuales

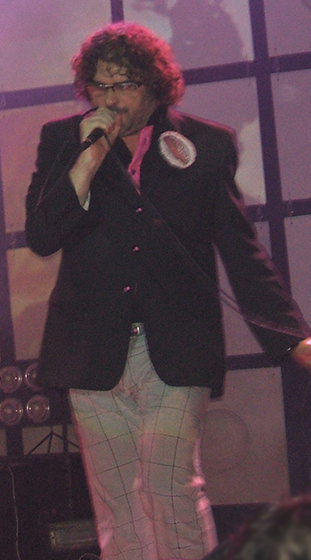
Santiago Tavella en 2008.

Como artista visual expone desde 1990 (Montevideo, Buenos Aires, Mar del Plata, La Habana, New York, Santiago de Chile, Zaragoza y São Paulo).
Sus muestras individuales más destacadas son: Planos plegables de la ciudad de Tajo, 1990, Galería del Notariado, Montevideo, Uruguay; Helarte de Santiago Tavella, 2000, Colección Engelman Ost, Montevideo, Uruguay, con curaduría de Clio Bugel y Fernando López Lage, Vivir el plano, 2012, Museo Nacional de Artes Visuales (MNAV), Montevideo, Uruguay, con curaduría de Verónica Cordeiro y Falsos Estudios y Verdaderos Preludios en 2014 en el Centro Cultural de España, Montevideo.
Sus participaciones más destacadas en colectivas son: File-Symposium, agosto de 2002, Paço das Artes & SESC, São Paulo (Brasil); This is not an archive, febrero de 2005, Center for Curatorial Studies, Bard College, Annandale on Hudson, New York (Estados Unidos), curado por Anna Gray, Mariangela Méndez y Montserrat Albores; 3 curadores, 3 orillas, 2006, Mar del Plata (Argentina), con los curadores: Pilar Altilio (Argentina), Marc Mercier (Francia) y Rulfo (Uruguay);VIII Bienal de Video y Nuevos Medios, de Santiago de Chile, octubre de 2007, como parte del envío uruguayo Ósmosis (Imágenes permeables), curado por Alejandro Cruz; ¿Es posible no amar a Espinosa?, 2009, Museo de Arte Contemporáneo de Rosario (MACRO), curadora Jacqueline Lacasa y Grata con otros, 2011, Centro Cultural Recoleta, Buenos Aires, muestra antológica de Graciela Taquini, con participación de varios artistas, curador Rodrigo Alonso.
Sus obras figuran en el Museo Nacional de Artes Visuales (MNAV), la Colección Engelman-Ost y la Colección de La Compañía del Oriente en Montevideo, Uruguay.
Ha realizado curadurías independientes en Montevideo, Buenos Aires, Zaragoza y New York desde 1998.

### Televisión
En septiembre de 2020, participó del programa televisivo MasterChef Celebrity Uruguay de Canal 10 del cual fue eliminado el 7 de octubre. También ha participado en un comercial de Schneck promocionando el producto "Milanguesa".En 2025 fue jurado del conocido programa de imitación "Tu cara me suena" de Teledoce, en sus dos temporadas. 

## Discografía

### ConEl Cuarteto de Nos
- 1984: Alberto Wolf y el Cuarteto de Nos (con Alberto Wolf)
- 1987: Soy una Arveja
- 1988: Emilio García
- 1991: Canciones del corazón
- 1994: Otra Navidad en las Trincheras
- 1995: Barranca Abajo
- 1996: El Tren Bala
- 1998: Revista ¡¡Ésta!!
- 2000: Cortamambo
- 2004: El Cuarteto de Nos
- 2006: Raro
- 2009: Bipolar
- 2012: Porfiado
- 2014: Habla Tu Espejo
- 2017: Apocalipsis Zombi
- 2019: Jueves
- 2022: Lámina Once

### Solista
- Un poco de protagonismo (álbum inédito, 1997 - Disponible en YouTube).
- Moderno y urbano (EP independiente, 2012).

### Santiago Tavella y Los verduleros de Verdi
- Santiago Tavella y Los verduleros de Verdi (álbum inédito, 1998 - Disponible en YouTube).

## = Otro Tavella y Los embajadores del buen gusto
Álbumes 
- Fuera de la realidad (Otro Tavella & Los Embajadores del Buen Gusto) (Yaugurú, 2017).
- Modernistas (Otro Tavella & Los embajadores del buen gusto) (independiente, 2019).
- ¡Era Visto! (Otro Tavella & Los embajadores del buen gusto) (Independiente, 2020).
- Bien clarito (Otro Tavella & Los embajadores del buen gusto) (Independiente, 2021)
- TuYo (Remáster 2024) (Otro Tavella Y Los embajadores del buen gusto) (Independiente, 2024)
- Tarzán a los 64 (Independiente, 2026)

EP:
- En el camino de los perros (Otro Tavella & Los embajadores del buen gusto) (EP, independiente, 2018).
- No me lo perdonaré nunca!! (Otro Tavella & Los embajadores del buen gusto) (EP, independiente, 2019).

Sencillos:
- Colombina, La De Veras (Independiente, 2021)
- El Sueco Maciel (Independiente, 2022)
- Pobre Papá (Y Mamá) (Independiente, 2022)
- Nuevamente (remake) (Independiente, 2023)
- Nuevamente (remake 2024) (Independiente, 2024)
- Un Simple Giro del Destino (Otro Tavella y Los Embajadores del Buen Gusto) (Sencillo, independiente, 2025)
- Tarzán y Eva (Otro Tavella y Los Embajadores del Buen Gusto) (Sencillo, independiente, 2025)

## Equipos

### Bajos
- Personalizado:Ferretería Fender Telecaster con micrófono en posición "Precision"
- Fender Mustang (Cuerdas D'adario Flatwound 045)
- Fender Jazz Bass 1970

### Pedales
- Korg Pitchblack Tuner
- MXR Compressor Bass

### Cabezal
- Laney Nexus Valvular con caja Laney 8x10

### Guitarras
- Epiphone Sorrento
- Seagull Acústica Dreadnought Natural S6 Original
- Godin A6 Sunburst

### Pedales
- Electro Harmonix Compresor Blackfinger
- Electro Harmonix Pulsar
- Electro Harmonix Small Clone
- Electro Harmonix #1 Echo
- Electro Harmonix Cathedral Stereo Reverb
- Fishman Aura Spectrum